# Áreas Protegidas de Cuba

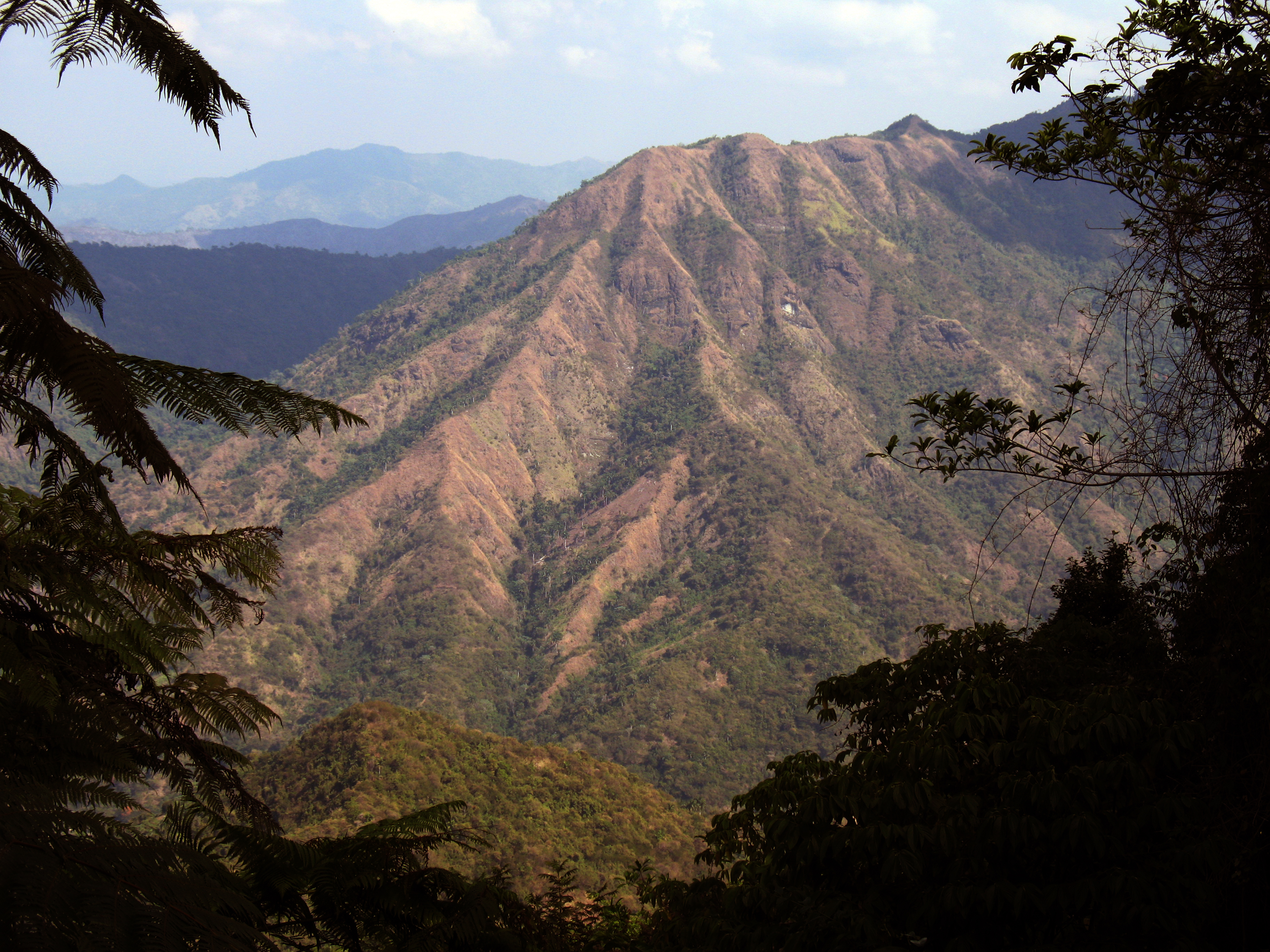
Vista da Sierra Maestra, no Parque Nacional Turquino, uma área protegida cubana.

As áreas protegidas de Cuba são territórios naturais dedicados à conservação da natureza, e cujo estatuto corresponde ao de áreas protegidas.
Atualmente são 263 unidades criadas ou propostas, cobrindo 15,5% do território total do país, que encontram-se organizadas no Sistema Nacional de Áreas Protegidas de Cuba (SNAP), por sua vez dirigido pelo Centro Nacional de Áreas Protegidas (CNAP) do Ministério de Ciência Tecnologia e Meio ambiente (em espanhol, Ministerio de Ciencia Tecnología y Medio Ambiente, CITMA), através da Junta Coordenadora do SNAP (em espanhol, Junta Coordinadora del SNAP). Essa, é formada pelas principais empresas e organismos que trabalham e se relacionam diretamente com áreas.

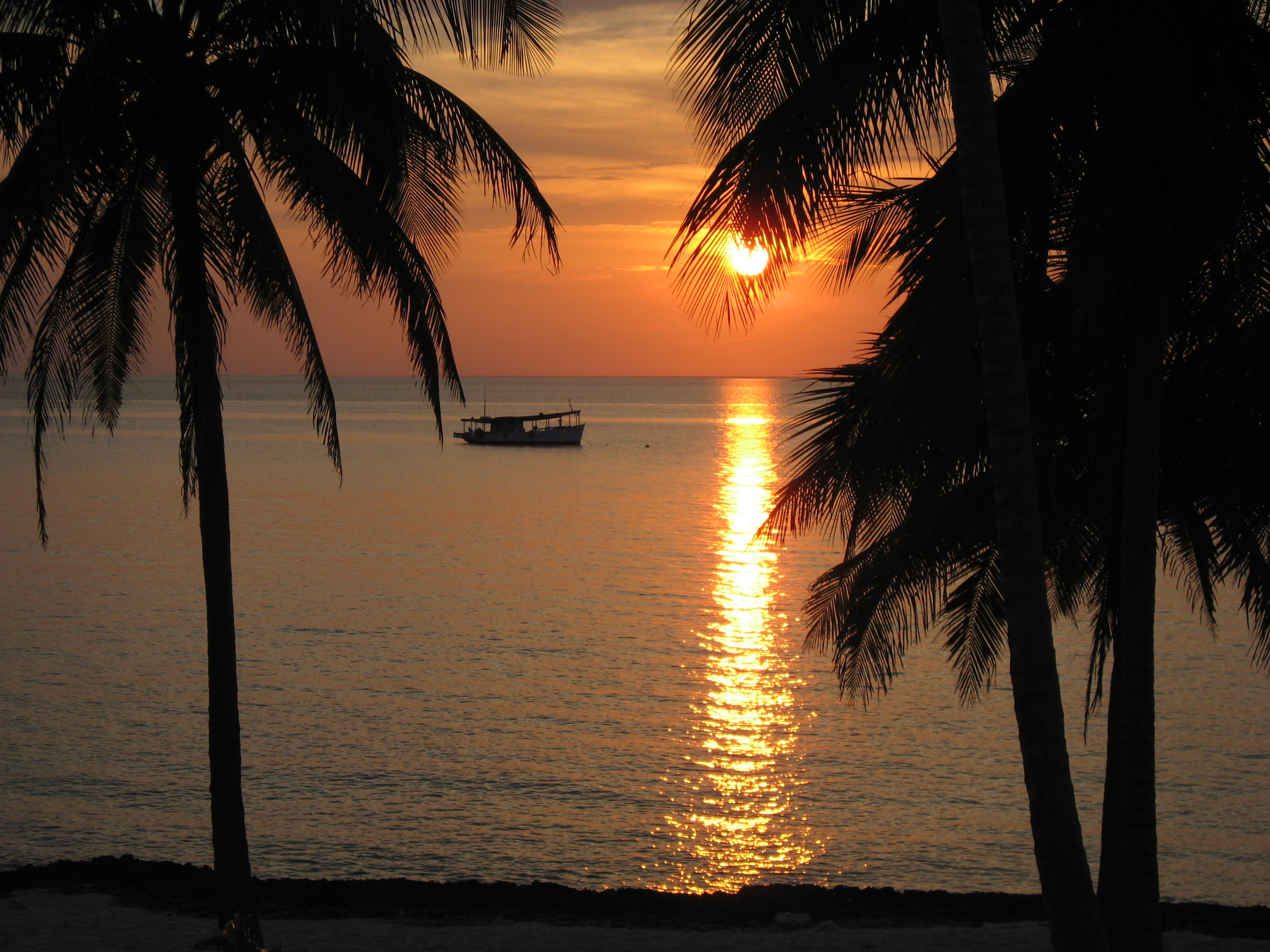
Entardecer em Guanahacabibes.

## Missão
A missão fundamental do SNAP é garantir a proteção e a conservação a longo prazo dos recursos naturais e do patrimônio natural nacional, para uso das atuais e futuras gerações, e propiciar o desenvolvimento sustentável do país.

## Antecedentes
As origens do atual Sistema Nacional de Áreas Protegidas de Cuba são marcadas pela criação de áreas protegidas isoladas, e que não eram coordenadas em conjunto. Dentre essas, destaca-se o estabelecimento de um Parque Nacional chamado O Cristal ou Serra do Cristal, mediante o Decreto Presidencial Não. 487/1930, situado nos municípios de Mayarí e Sagua de Tánamo, na então província de Oriente. Alguns anos depois, o Decreto 803/1933 afetou como Refúgio Nacional de Caça e Pesca toda a Ciénaga de Zapata. E já bem mais tarde, o Decreto 1370/1936 criou uma Reserva Nacional para flamingos na costa norte da província de Camagüey, na qual ficava proibido matar ou capturar essas aves.

## Evolução
Com o triunfo da Revolução em 1959, no mesmo ano o governo revolucionário aprovou a Lei 239/59, que através do Departamento de Repovoação Florestal tinha como finalidade conservar, proteger e fomentar a riqueza florestal da nação. Em seu Artigo 20, ela criava nove Parques Nacionais no país, proibindo neles a destruição da vegetação e da fauna. Alguns anos depois, com o objectivo de proteger e aprofundar o conhecimento sobre os recursos naturais do país, o Instituto Nacional de Reforma Agrária, mediante a Resolução no. 412/1963, afetou 5 reservas naturais em Cuba, que constituem as primeiras áreas protegidas a funcionarem de fato como tal no país.
Durante a década do 70 foram criadas as bases para a constituição de um sistema de áreas protegidas, tanto no aspecto prático como teórico. Contribuiu para isso a visita a Cuba em 1973 de Kenton Miller, então presidente da Comissão Mundial de Áreas Protegidas da União Internacional para a Conservação da Natureza (UICN), que aportou as bases para o planejamento e o manejo integral das áreas protegidas, e também uma proposta apresentada em 1975 por especialistas do Instituto de Botânica, defendendo a criação de aproximadamente 100 áreas protegidas de elevados valores naturais no país.
Nos anos 80 continuaram a serem feitos estudos cada vez mais profundos, relacionados com a conservação e a proteção dos recursos naturais, e tendo em conta sobretudo as análises de cobertura e representatividade de ecossistemas e de outros valores como os florísticos, faunísticos, geológicos, geomorfológicos e histórico-culturais, nos quais intervieram especialistas de diferentes entidades estatais entre as quais a Comissão Nacional de Proteção do Ambiente e o Uso Racional dos Recursos Naturais (COMARNA), o Instituto de Planejamento Físico (IPF), o Instituto de Ecologia e Sistêmica (IES) e o Instituto de Geografia, entre outras. Nessa época destacou-se também o papel desempenhado pela Empresa para a Proteção da Flora e a Fauna (ENPFF) e pela Comissão Rectora para o Grande Parque Nacional Serra Mestre, entidades essas que desde sua criação em meados dos anos 1980 até 1995, lideraram o trabalho de áreas protegidas em Cuba.
A partir de 1989 começam uma série de oficinas participativas (4 até a atualidade) que têm marcado a pauta no desenho do SNAP.
A década de 1990 foi uma etapa de consolidação institucional para o Sistema Nacional de Áreas Protegidas, é nesse período que se produziu a reordenação dos Organismos da Administração Central do Estado, processo que propiciou o impulso final à constituição do SNAP e foi caracterizado pela criação do Ministério de Ciência, Tecnologia e Meio ambiente (CITMA), da Agência de Meio ambiente, do Centro Nacional de Áreas Protegidas, do Centro de Informação, Gestão e Educação Ambiental e do Centro de Controle e Inspeção Ambiental, estes três últimos, dependências da Agência do Meio ambiente. Também, no quadro do Ministério da Agricultura criou-se a Direção Florestal como entidade encarregada de dirigir e controlar a política florestal do país.
Com a criação do Ministério de Ciência Tecnologia e Meio ambiente em 1994, e de seu Centro Nacional de Áreas Protegidas (CNAP) em 1995, essas entidades tomaram a liderança do sistema. Além disso, foi criada uma nova legislação para o cumprimento de novas funções estatais. Dentre os resultados relevantes dessas mudanças cabe destacar o Decreto Lei de Áreas Protegidas, a criação de 32 áreas protegidas pelo Conselho de Ministros (sendo duas delas sítios do Patrimônio Mundial), a criação de duas novas Reservas da Biosfera, e a redefinição do SNAP

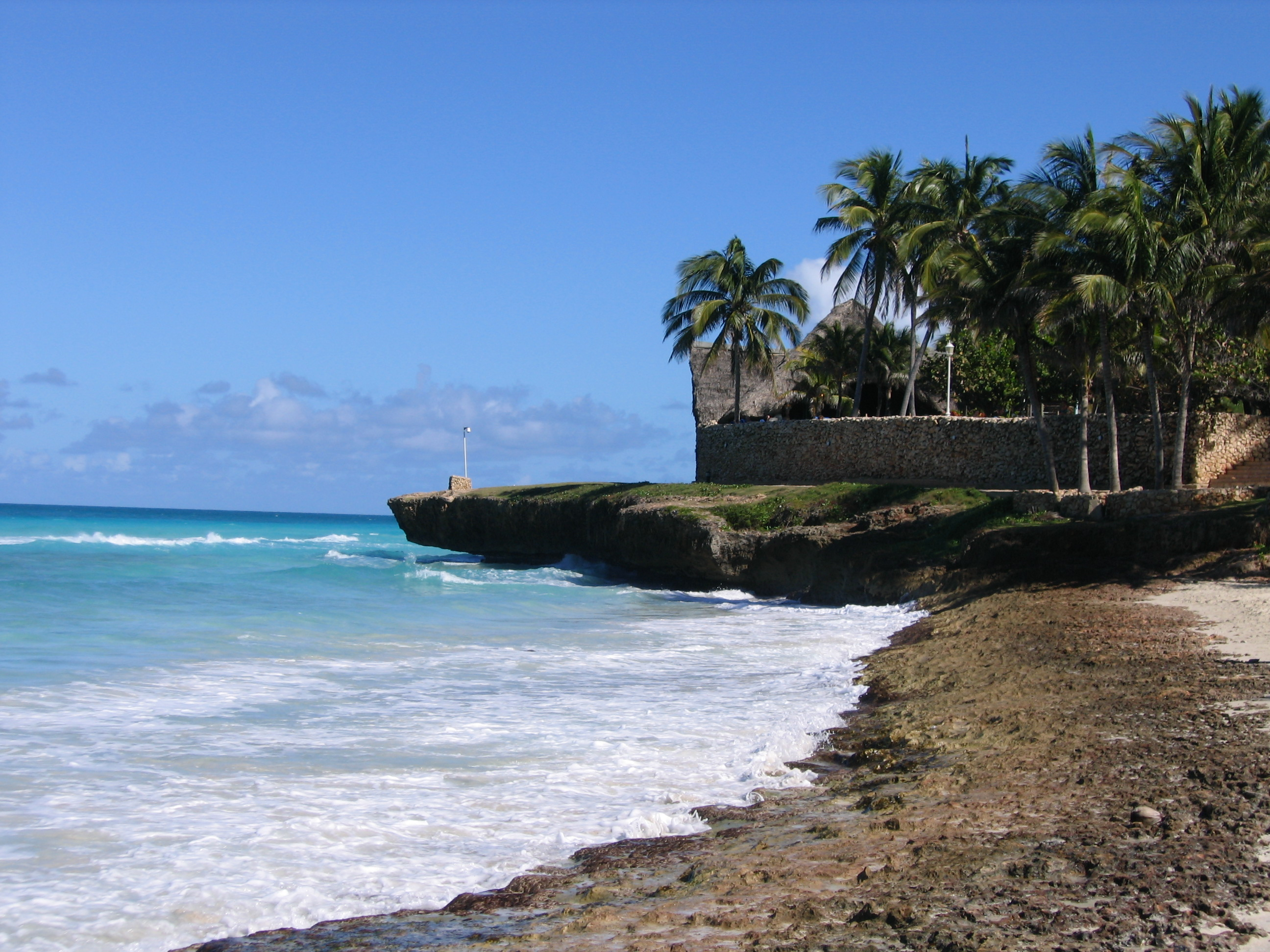
Praia de Varadero.

## Categorias
Em Cuba o Decreto Lei 201 do Sistema Nacional de Áreas Protegidas estabelece oito possíveis categorias de manejo para as áreas protegidas. Essas categorias são compatíveis com as seis definidas pela UICN.
- Reserva Natural
- Parque Nacional
- Reserva Ecológica
- Elemento Natural Destacado
- Reserva Florística Manejada
- Refúgio de Fauna
- Paisagem Natural Protegida
- Área Protegida de Recursos Manejados

Além disso, o país participa de acordos e programas internacionais que prevêem a criação de:
- Reservas da Biosfera
- Sítios Ramsar
- Sítios do Patrimônio Mundial

## Algumas das áreas protegidas destacadas de Cuba
- Parque Nacional Alejandro de Humboldt (Património da Humanidade)
- Parque Nacional Desembarco del Granma (Património da Humanidade)